# صالة مغطاة
الصالة المغطاة هي صالة داخلية، غالبًا ما تكون دائرية أو بيضاوية الشكل، مصممة لاستيعاب الأحداث الرياضي، وأيضًا العروض المسرحية والموسيقية.

## وصف
تتكون من منطقة مركزية كبيرة، محاطة من جميع الجهات، بصفوف من المقاعد المخصصة للمتفرجين. عادة ما تكون المساحة المخصصة للعرض في أدنى نقطة في المبنى، وذلك للسماح بأقصى قدر من الرؤية لجميع المتفرجين.